# Flávia Lins e Silva
Flávia Lins e Silva (Rio de Janeiro, 1971) é uma escritora, jornalista e roteirista brasileira. Escreve livros infanto-juvenis com destaque para as coleções Diário de Pilar e Os detetives do Prédio Azul. Foi roteirista da TV Globo por 16 anos, onde escreveu programas como Caça Talentos e Sítio do Picapau Amarelo, além de séries e novelas.

## Biografia
Flávia Lins e Silva atualmente vive em Portugal. É formada em jornalismo pela PUC-RJ com pós-graduação em Literatura para Crianças e Jovens pela Universitat Autònoma de Barcelona, na Espanha, e mestranda em Literatura Infantil, pela Roehampton University, da Inglaterra.
Quando era adolescente ela fez intercâmbio em uma fazenda no interior dos Estados Unidos. Com 18 anos viajou pela Europa e acabou pagando a viagem trabalhando como babá na Itália e Alemanha.

### Carreira
Com o livro Mururu no Amazonas (2010) ela ganhou o prêmio João de Barro e o de melhor livro para jovens, da Fundação Nacional do Livro Infantil e Juvenil.
Como roteirista, já escreveu séries, seriados e novelas. Depois de trabalhar na TV Globo ela se tornou roteirista independente, criando a série Detetives do Prédio Azul em 2012, Valentins em 2016 (com Cláudia Abreu) e a série de animação Diário de Pilar em 2020.
Detetives do Prédio Azul virou uma série de livros depois de estrear como série de TV. A série de livros Diário de Pilar teve os direitos vendidos para Argentina, México, Alemanha, Polônia, China e França e vendeu 260 mil livros no Brasil.

## Filmografia

### Documentários
como diretora
- O Vício da Liberdade (2002)
- Faixa de Areia (2004)

### Séries
como roteirista
- Caça Talentos (1996)
- Mulher (1998)
- Sítio do Picapau Amarelo (2001)
- Tudo Novo de Novo (2009)
- Detetives do Prédio Azul (2012)
- Seis na Ilha (2015)
- Valentins (2017)
- Frequência Positiva (2018)
- Diário de Pilar (2020)
- Panda e os Super Vets (2022)
- Acampamento de Magia para Jovens Bruxos (2023)

### Novelas
como coautora
- Corpo Dourado (1998)
- Laços de Família (2000)
- Agora é que são elas (2003)

### Filmes

#### Longa-metragem
como roteirista
- Detetives do Prédio Azul - O Filme (2017)
- Detetives do Prédio Azul 2 - O Mistério Italiano (2018)
- Detetives do Prédio Azul 3 - Uma Aventura no Fim do Mundo (2022)

#### Curta-metragem
como roteirista
- Dedicatórias (1997)
- Dadá (2001)
- O Menino Mofado (2010)
- Cora e os corais (2023)

## Obras
- Diário de Pilar na Grécia (2010)
- Mururu no Amazonas (2010)
- Diário de Pilar na Amazônia (2011)
- Nas folhas do chá (2012) com Liu Hong
- Manoel e Lugo Contra o Invasor (2012)
- Diário de Pilar no Egito (2012)
- Os Detetives do Prédio Azul: Primeiros casos (2013)
- Diário de Pilar em Machu Picchu (2014)
- Os Detetives do Prédio Azul: Os mistérios de Mila (2014)
- Boca de Dragão (2014)
- Caderno de viagens da Pilar (2015)
- Diário de Pilar na África (2015)
- Os Detetives do Prédio Azul: Aventuras culinárias (2016)
- Diário de Pilar na China (2017)
- Diário de Pilar na índia (2021)
- Milufas na janela (2021)
- Como Somos (2021)
- Os Detetives do Prédio Azul: Casos Ecológicos (2022)
- Djou - De Outro Mundo (2022) com Renata Richard
- Carta aos Líderes do Mundo (2022) com Maria Inês Almeida
- Matilde e Chouriço (2023) com Maria Inês Almeida
- O Mistério da Meia Fedida (2023) com Maria Inês Almeida
- O Iglu (2023)